# 细蓝线 (英国电视剧)
《细蓝线》（英語：The Thin Blue Line），或译《憨豆警局》、《憨豆警长》等，是BBC1播出的系列情景喜剧，首播于1995至1996年。该系列情景喜剧由本·埃尔顿创作，罗温·阿特金森等主演，共有两季，每季7集，共计14集。该剧描绘了英国一座小镇的警局中所发生的种种趣事。2003年，《细蓝线》曾被投票评选为英国最佳情景喜剧第34名。

## 剧情简介
《细蓝线》的主要故事发生在英国一座虚构小镇加斯福斯（Gasforth）的警察局办公室中。警督福勒警官是警局的负责长官，他与手下的警员在工作和生活中时常遇到种种麻烦和笑料，还时常与刑侦警督格里姆手下的刑侦部门水火不容。

### 主要角色
- 雷蒙德·福勒（Raymond Fowler），警督（Inspector），罗温·阿特金森饰演。福勒警督是加斯福斯警察局局长，是一位尽职、严格、一丝不苟的警官，也因此时常为手下警员的不争气而苦恼，还有时显得天真、老套，为此引来调笑甚至出丑。他与女友、同事道金斯警长一同生活，却也因为执着于工作而常常忽视伴侣。
- 帕翠夏·道金斯（Patricia Dawkins），警长（Sergeant），塞蕾娜·埃文斯（英语：Serena Evans）饰演。道金斯警长在警察局负责接待人员，与福勒警督交往近十年并共同生活，时常因为福勒忙于工作、不愿与自己亲密接触而不满。
- 德雷克·格里姆（Derek Grim），刑侦警督（Detective Inspector），大卫·海格（英语：David Haig）饰演。格里姆警督是刑事侦缉处（英语：Criminal Investigation Department）（CID）的负责人，性情暴躁、不修边幅，一心认为刑侦工作强过“穿制服的”日常警务，经常要与福勒和其手下警员比个高下，也为此制造了许多笑料。
- 凯文·古迪（Kevin Goody），警员（Constable），詹姆斯·德雷福斯（英语：James Dreyfus）饰演。古迪是福勒警督手下的警员之一，幼稚、笨拙，错漏百出。他对同事哈比卜十分着迷却屡屡求之不得。
- 玛吉·哈比卜（Maggie Habib），警员（Constable），米娜·安瓦尔（英语：Mina Anwar）饰演。哈比卜是福勒警督手下的警员之一，是一位巴基斯坦裔女警官，精明幹練，时常给长官福勒提供不同意见。
- 弗兰克·格莱斯顿（Frank Gladstone），警员（Constable），鲁道夫·沃克（英语：Rudolph Walker）饰演。格莱斯顿是福勒警督手下的警员之一，特立尼达裔，年纪不小却仍只是普通警员。他时常在谈论工作时跑题，或是提出一些荒唐好笑的主意。
- 罗伯特·克雷（Robert Kray），刑侦警员（Detective Constable），凯文·艾伦（英语：Kevin Allen）饰演（第一季）。克雷是格里姆警督手下的探员，幽默、玩世不恭，偶尔马虎、不顾工作和规章。仅出现于第一季。
- 加里·博伊尔（Gary Boyle），刑侦警员（Detective Constable），馬克·艾迪饰演（第二季）。博伊尔在很大程度上是克雷在第二季中对等的角色，特点与性格也类似。他同样幽默、玩世不恭，自我感觉良好。

## 分集列表

### 第一季（1995年）
| 集数 | 标题                                         | 播出时间       |
| ---- | -------------------------------------------- | -------------- |
| 1    | “女王的生日礼物”The Queen's Birthday Present | 1995年11月13日 |
| 2    | “火灾与恐袭”Fire and Terror                  | 1995年11月20日 |
| 3    | “美人计”Honey Trap                           | 1995年11月27日 |
| 4    | “募捐周”Rag Week                             | 1995年12月4日  |
| 5    | “夜班”Night Shift                            | 1995年12月11日 |
| 6    | “如今的孩子”Kids Today                       | 1995年12月18日 |
| 7    | “圣诞精神”Yuletide Spirit                    | 1995年12月26日 |

### 第二季（1996年）
| 集数 | 标题                           | 播出时间       |
| ---- | ------------------------------ | -------------- |
| 1    | “模拟法庭”Court in the Act     | 1996年11月14日 |
| 2    | “这种主义 那种主义”Ism Ism Ism | 1996年11月21日 |
| 3    | “纪实跟拍”Fly on the Wall      | 1996年11月28日 |
| 4    | “小众文化”Alternative Culture  | 1996年12月5日  |
| 5    | “加油蓝军”Come on You Blues    | 1996年12月12日 |
| 6    | “路怒”Road Rage                | 1996年12月19日 |
| 7    | “嫉妒怪”The Green Eyed Monster | 1996年12月23日 |

## 创作
《细蓝线》的角色特点和人物关系在一定程度上受到了英国六、七十年代经典情景喜剧《老爸上战场》（Dad's Army）的影响；制作人、编剧本·埃尔顿本人曾是该剧的忠实观众。剧集也借部分情节反映了社会议题。